# Прва дама
Прва дама је назив за жену тренутног шефа државе.
Појам потиче из САД (1849) када је председник Закари Тејлор назвао Доли Медисон „првом дамом“ на њеној сахрани.